# Ramón Cuadra Medina
Ramón Cuadra Medina (Madrid, 29 de diciembre de 1910 - ¿? ) militar, jefe de Estado Mayor del Ejército de Tierra durante la transición española. Fue hermano del militar y político Mariano Cuadra Medina.

## Biografía
Ingresó en la Academia General Militar en 1929 y posteriormente pasó a la Academia de Caballería de Valladolid.
El estallido de la guerra civil española le sorprendió en Valladolid, combatiendo en los frentes de Ávila, Toledo y Madrid. En 1937 ascendió a capitán y combatió en los frentes de Extremadura y Aragón.
De 1939 a 1942 fue profesor en la Academia de Valladolid y de 1942 a 1945 fue alumno en la Escuela de Estado Mayor, de donde salió con el grado de comandante. En 1957 ascendió a teniente coronel y fue miembro del Estado Mayor de la I Región Militar y jefe de estudios de la Academia de Caballería.
En 1966 ascendió a coronel y fue sucesivamente jefe de Estado Mayor de la VII Región Militar y jefe del Regimiento de Caballería «Farnesio» n.º 12. En 1969 fue ascendido a general de brigada y nombrado gobernador militar de Santander y posteriormente inspector de caballería de las regiones militares I, VII y IX. En 1972 ascendió a general de división y en octubre de 1974 fue nombrado capitán general de las Islas Canarias.
Dejó el cargo el 30 de octubre de 1976 cuando fue nombrado jefe de Estado Mayor del Ejército de Tierra Ocupó el cargo hasta finales de enero de 1977, cuando pasó a situación B. En diciembre de 1980 pasó a la reserva.